# Martin Schramm
Martin Schramm (* 11. November 1975 in Kulmbach) ist ein deutscher Archivar. Er leitet die Dienststelle „Stadtarchiv und Museen“ der Stadt Fürth.

## Leben und Wirken
Schramm wuchs in der Fränkischen Schweiz sowie in Bayreuth auf. Von Oktober 1996 bis Juli 2002 studierte er in Bayreuth, Berlin und Coventry Neueste Geschichte, Bayerische und Fränkische Landesgeschichte und Soziologie, sowie im Auslandssemester International Relations. Anschließend promovierte er am Lehrstuhl für Neueste Geschichte in Bayreuth mit dem Thema "Das Deutschlandbild in der britischen Presse von 1912 bis 1919" zum Dr. phil. Zugleich arbeitete er drei Jahre als Lehrbeauftragter und Wissenschaftlicher Mitarbeiter an der Universität Bayreuth. Von 2006 bis 2008 absolvierte er den Vorbereitungsdienst für den Höheren Archivdienst an der Bayerischen Archivschule in München. Von Dezember 2008 bis Juni 2010 arbeitete er am Staatsarchiv Bamberg. Im Juli 2010 trat er die Leitungsstelle von Stadtarchiv und Stadtmuseum in Fürth an. 2014 übernahm er im Rahmen der Neukonzeption der Archiv- und Museumslandschaft auch die Leitung des Rundfunkmuseums.

## Monographien, selbstständige Schriften und Herausgaben
- Im Wandel der Zeit. Fürth damals und heute, Verlagsdruckerei Schmidt, Neustadt a .d. Aisch 2014, 212 Seiten.
- Spielzeugträume. Die Geschichte der Firma Bruder in Fürth, Verlagsdruckerei Schmidt, Neustadt a.d. Aisch 2012, 57 S.
- Treffpunkt Stadtpark, Martin Schramm u. a., Fürth, 2011, 55 S.
- Das Deutschlandbild in der britischen Presse von 1912 bis 1919, Akademie Verlag, Berlin 2007, 598 Seiten – zugleich Diss. Universität Bayreuth, 2005.

## Aufsätze
- Der Mord in der Fürther Spiegelstraße, 1920. In. Fürther Geschichtsblätter 64 (2,2014), S. 43–69.
- Medien und Propaganda. In: Der Sprung ins Dunkle. Die Region Nürnberg und der Erste Weltkrieg 1914–1918. Hg. von Michael Diefenbacher, Ulrike Swoboda und Steven Zahlaus, Neustadt a. d. Aisch 2014, S. 313–351.
- Die Fürther Militäreinheiten. In: Der Sprung ins Dunkle. Die Region Nürnberg und der Erste Weltkrieg 1914–1918. Hg. von Michael Diefenbacher, Ulrike Swoboda und Steven Zahlaus, Neustadt a. d. Aisch 2014, S. 165–177.
- Die Fürther „Kirchweyh“ vom Mittelalter bis 1806. In: Die Michaeliskirchweih in Fürth. Zwischen Tradition und Moderne. Hg. von Gert-Ronald Langer, Verlagsdruckerei Schmidt, Neustadt a. d. Aisch 2012, S. 9–41.
- Nikolaus Ritter von Koch. Regierungspräsident (1863–1864). In: Die Präsidenten. 200 Jahre Regierung von Oberfranken in Bayreuth. Hg. von Stefan Nöth und Klaus Rupprecht, Bamberg 2010, S. 222–233.
- Walter Winkler. Regierungspräsident von Oberfranken (1973–1989). In: Die Präsidenten. 200 Jahre Regierung von Oberfranken in Bayreuth. Hg. von Stefan Nöth und Klaus Rupprecht, Bamberg 2010, S. 444–459.
- Dr. Erich Haniel. Regierungspräsident (1989–1998). In: Die Präsidenten. 200 Jahre Regierung von Oberfranken in Bayreuth. Hg. von Stefan Nöth und Klaus Rupprecht, Bamberg 2010, S. 461–463.
- Die Konstitution von 1808 und die Reform des Militärwesens. In: Bayerns Anfänge als Verfassungsstaat. Die Konstitution von 1808. Eine Ausstellung im Bayerischen Hauptstaatsarchiv. Hg. von der Generaldirektion der Staatlichen Archive Bayerns, München 2008, S. 221–248.
- British Journalism in the Great War. In: Journalists as Political Actors. Transfers and Interactions between Britain and Germany since the late 19th Century. Hg. von Frank Bösch und Dominik Geppert, Augsburg 2008, S. 56–72 [1].
- Der Deutsche Tag in Bayreuth 1923. In: Jahrbuch für fränkische Landesforschung 65 (2005), S. 253–275.
- Die ‚Times’ auf dem Weg in den Ersten Weltkrieg – Juni 1913 bis August 1914: In: Jahrbuch der Hambach-Gesellschaft 13 (2005), S. 95–110.

## Lokalberichterstattung
- Matthias Boll: Herr über Schloss und Museum – Der Bayreuther Historiker und Archivar Martin Schramm folgt auf Brenner-Wilczek. Fürther Nachrichten vom 19. März 2010.
- Matthias Boll: Fürths Gedächtnistrainer – Interview. Fürther Nachrichten vom 20. August 2010.
- Matthias Boll: Der Atem des Krieges. Fürther Nachrichten vom 27. April 2011.
- Matthias Boll: Gesucht: Positives Selbstwertgefühl. Fürths Stadtarchivar Martin Schramm über Altlasten und neue Herausforderungen – Interview. Fürther Nachrichten vom 8. September 2011.